# Zarafszon Pandżakent
Zarafszon Pandżakent (tadż. Клуби футболи «Зарафшон» Панҷакент) – tadżycki klub piłkarski, mający siedzibę w mieście Pandżakent, w północno-zachodniej części kraju.

## Historia
Chronologia nazw:
- 1981: Zarafszon Pandżakent (ros. «Зарафшон» Пенджикент)

Piłkarski klub Bochtar został założony w miejscowości Pandż w 1981 roku. Na początku występował w lokalnych turniejach amatorskich. Dopiero w 2006 startował w Pucharze Tadżykistanu, a w 2009 w Pierwszej Lidze. W 2012 zespół debiutował w rozgrywkach Wyższej Ligi Tadżykistanu. W debiutanckim sezonie zajął ostatnie 13. miejsce w końcowej klasyfikacji i spadł z powrotem do Pierwszej Ligi.

## Sukcesy

### Trofea międzynarodowe
Nie uczestniczył w rozgrywkach azjatyckich (stan na 31-12-2015).

### Trofea krajowe
Tadżykistan
| \| \| Zdobyte trofea w rozgrywkach Tadżykistanu (stan na: 31-12-2015) \| |                                                                 |      |          |
| Rozgrywki                                                                | Osiągnięcie                                                     | Razy | Sezon(y) |
| Mistrzostwo                                                              | I miejsce                                                       | 0    |          |
| Mistrzostwo                                                              | II miejsce                                                      | 0    |          |
| Mistrzostwo                                                              | III miejsce                                                     | 0    |          |
| Mistrzostwo                                                              | 13. miejsce                                                     | 1    | 2012     |
| Puchar                                                                   | zdobywca                                                        | 0    |          |
| Puchar                                                                   | finalista                                                       | 0    |          |
| Puchar                                                                   | ćwierćfinalista                                                 | 1    | 2012     |
| II liga                                                                  | I miejsce                                                       | 1    | 2011     |
| II liga                                                                  | II miejsce                                                      | 0    |          |
| II liga                                                                  | III miejsce                                                     | 0    |          |
| Tadżykistan                                                              | Zdobyte trofea w rozgrywkach Tadżykistanu (stan na: 31-12-2015) |      |          |

## Stadion
Klub rozgrywa swoje mecze domowe na stadionie Zarafszon w Pandżakencie, który może pomieścić 2 000 widzów.

## Piłkarze
Znani piłkarze:
- Kurbonali Bobojew
- Faridun Szaripow

## Trenerzy
- 2012:  Dżamszed Bahronow